# Catalunya Sí
Catalunya Sí (CatSí, en español: Cataluña Sí), fue un partido político español inscrito en el Registro del Ministerio del Interior el 6 de octubre de 2011. De ideología independentista catalana, agrupó a personas de la sociedad civil y diversas personalidades a favor del proceso secesionista de Cataluña.
Se presentó conjuntamente con Esquerra Republicana de Catalunya (ERC) y Reagrupament (RI) en las elecciones españolas 2011 en la coalición Esquerra Republicana de Catalunya-Catalunya Sí.

## Historia
Tras la renovación interna vivida por ERC en 2010, poco después celebró elecciones primarias para elegir a su candidato de cara a las elecciones generales de 2011; el ganador fue el independiente Alfred Bosch (con el 65,81% de los votos) frente al  hasta entonces secretario general del partido Joan Ridao (30,66%). Tras ser proclamado candidato, Bosch abrió la puerta a Reagrupament y Solidaritat para formar una candidatura conjunta del independentismo de cara a las elecciones generales. El 4 de octubre de 2011 Oriol Junqueras comunicó que la fórmula propuesta desde Esquerra sería integrar en sus listas a miembros de Solidaritat, Reagrupament y a independientes a través de una plataforma electoral, jurídicamente con forma de coalición, de modo que el partido republicano figurase como el predominante en la candidatura. Esta propuesta fue aceptada desde Reagrupament y rechazada por Solidaritat, que en un comunicado lamentó que "Oriol Junqueras haya decidido rehusar la coalición electoral con Solidaritat" y que "ERC se presente solo con sus siglas y su programa, que no prioriza la lucha por la independencia de Cataluña".
El 8 de octubre de 2011, Oriol Junqueras y Joan Carretero, presidentes respectivos de Esquerra y Reagrupament, junto a Alfred Bosch, convocaron una rueda de prensa en el Ateneo Barcelonés para anunciar la formación de una coalición electoral con el nombre de Esquerra Republicana de Catalunya-Catalunya Sí, con el objetivo de lograr la independencia de Cataluña y mantener el Estado del Bienestar catalán. El acuerdo de coalición daba también cabida en sus listas a independientes de vinculados a la plaforma ciudadana Catalunya Sí, como Miquel Sellarès, Gorka Knörr y Josep Cruanyes, entre otros. El 11 de octubre de 2011 la coalición anunció que otro independiente de la plataforma ciudadana, el centenario cirujano Moisès Broggi, sería cabeza de lista por Barcelona para el Senado.
Durante la campaña electoral su lema fue República del sí; asimismo la plataforma Catalunya Sí organizó varios actos en los que participaron destacados miembros de la sociedad civil catalana como Lluís Llach, Anna Sahun, Gerard Quintana, Jordi Carbonell, Ventura Pons, Toni Albà o Miquel Giménez.
Finalmente la candidatura presentó listas en las cuatro circunscripciones catalanas, obteniendo 256.393 votos (1,05%) (7,06% del total de Cataluña) al Congreso de los Diputados, resultando elegidos tres diputados, dos por Barcelona (Alfred Bosch y Joan Tardà) y uno por la de Gerona (Teresa Jordà), pasando a formar parte del grupo mixto de la cámara baja; dicho número de diputados igualaba los obtenidos por ERC en solitario en 2008. Sin embargo en el Senado, donde se presentó en solitario pese a haberse presentado en las anteriores elecciones dentro de Entesa Catalana de Progrés obteniendo tres senadores, la coalición no obtuvo escaños.
En 2012, de cara a las elecciones autonómicas, ERC convocó una reunión con Solidaritat, Reagrupament, la CUP (que no acudió) y Democràcia Catalana para negociar una coalición electoral. En el encuentro, sin embargo, las cuatro fuerzas asistentes no llegaron a un acuerdo para presentarse conjuntamente, de modo que posteriormente Solidaritat anunció que se presentaría en solitario; Reagrupament y Democràcia Catalana descartaron presentarse, pidiendo el primero el voto para CiU y el segundo para CiU o ERC. Mientras tanto ERC anunció que reeditaría la coalición Esquerra Republicana de Catalunya-Catalunya Sí; a ella, Catalunya Sí aportaría a la jurista Gemma Calvet (4ª por Barcelona), la periodista Eva Piquer (7ª por Barcelona), el escritor Jordi Llavina (25º por Barcelona) y el filósofo Josep Maria Terricabras cerrando la lista por Tarragona.

## Personalidades relacionadas
Entre las personalidades que colaboran con la plataforma están el escritor Alfred Bosch, el médico Moisès Broggi,  cantautor Lluís Llach, la actriz Anna Sahun, el cantante de Sopa de Cabra Gerard Quintana, el político y filólogo Jordi Carbonell, el cineasta Ventura Pons, el actor Toni Albà, la periodista y escritora Miquel Giménez, la periodista Eva Piquer, el escritor Jordi Llavina, el crítico teatral Àlex Gorina, el filósofo Josep Maria Terricabras, el político Miquel Sellarès, el cantante Gorka Knörr y el abogado Josep Cruanyes.